# Ликбез (литературный альманах)
«Ликбе́з» — российский литературный альманах. Основан в 1989 году в Барнауле В. В. Корневым, С. Ю. Лёвиным и С. Ю. Липовым.

## История
Первый, второй и третий номера альманаха (декабрь 1989 года, январь и апрель 1990 года) представляли собой сшитые вручную машинописные страницы формата А5 и были изданы тиражом 4—25 экземпляров. В свою очередь четвёртый, пятый и шестой номера (апрель 1992 года и далее) — страницы формат А4 с иллюстрациями, копированные на копировальном аппарате. Седьмой и последующие номера (январь 1994 года и далее) были изданы в типографии тиражом 300—500 экземпляров офсетом.
В 1992—1993 годах вокруг альманаха объединились остатки творческих союзов «Эпицентр российского авангардизма» и «Группа имени Ивана Андреевича Дедушки Крылова»: И. А. Копылов, В. Н. Токмаков, А. Е. Лушников, М. В. Гундарин, В. В. Десятов, И. Обмокни и другие. Альманах противопоставлял себя «официозным» литературным журналам «Алтай» и «Барнаул» и распространялся бесплатно, в том числе на литературно-музыкальных мероприятиях, проводимых учредителями альманаха. В 2000 году открылся официальный сайт издания, на котором публикуются электронные версии номеров альманаха.
Также в 2010 году был основан кинофестиваль «Киноликбез». В 2015 году «Ликбез» и «Киноликбез» переехали в Санкт-Петербург.

## Авторы
В первый период существования альманаха в нём публиковались преимущественно представители «новой волны» алтайской литературы: В. Н. Токмаков, М. В. Гундарин, Н. М. Николенкова, Ф. Габдраупова, И. Обмокни, П. Госсен, А. М. Брехов, Е. Борщёв, Д. А. Воробьёв и другие. В то же время, среди них были и представители старшего поколения: В. М. Башунов, А. М. Родионов, И. Ф. Жданов, А. В. Ерёменко, С. С. Яненко, Б. Б. Рыжий. Впоследствии в альманахе публиковались и такие российские писатели, как З. Прилепин, Н. Н. Садур, Э. В. Лимонов, Д. А. Пригов, Г. Ю. Шульпяков, Д. В. Тонконогов, А. В. Курпатов, А. В. Цветков, Д. А. Ольшанский, а также зарубежные писатели, например, В. Матиевич, М. А. де ла Парра, Э. фон Нефф.